# Aeroportul Lobatse
Aeroportul Lobatse (IATA: LOQ, ICAO: FBLO) este un aeroport din Botswana ce deservește zona Lobatse. A fost numit după zona deservită.
Situat la o altitudine de 1.165 m, aeroportul dispune de o singură pistă.